# Nézettségmérés
A nézettségmérés a televíziózással kapcsolatos fogalom. Lényege, hogy kifejezetten erre a célra alakult társaságok különböző módszerekkel állandó jellegű felmérések keretében nyomon követik a különböző televíziós csatornák nézőszámának alakulását, valamint az eredményeken különböző statisztikai számításokat végeznek.
A nézettségmérés jelentősége napjainkban egyre nagyobb. A kereskedelmi televíziók megjelenésével szükségessé vált egy mérce, amivel meg lehet határozni a különböző csatornák népszerűségét, a műsorok sikerességét.
A nézettség nyomon követése anyagi szempontból is rendkívül fontos a televíziócsatornák számára, ugyanis a média legfőbb bevételi forrását, a reklámidők értékesítését nagy mértékben befolyásolja. Minél nagyobb nézőszámot tudhat magának egy csatorna egy megadott műsorsávban, annál értékesebb az abban az időszakban helyet foglaló reklámidő.

## Nézettségmérés Magyarországon
Magyarországon a televíziós csatornák nézettségének mérését a Nielsen Közönségmérés Kft. nevű cég végzi.
A Nielsen globális piackutató cég magyarországi leányvállalata 1992-ben alakult meg az AGB Italia Csoport leányvállalataként, AGB Hungary néven (később az AGB és a Nielsen vegyesvállalataként, AGB Nielsen néven folytatta tovább működését.). Hankiss Elemér, a Magyar Televízió akkori elnöke tendert írt ki műszeres közönségmérésre Magyarországon, amelyet az AGB Hungary nyert meg. Így Kelet–Európában először ez a cég kezdhette el kísérleti méréseit, majd a rendszer fejlesztését.
A fejlesztési idő alatt Budapesten 200 műszeres tévés háztartás volt, amelyet kiegészítettek vidéki adatokkal (itt még a hagyományos naplós mérési módszert alkalmaztak). 1994 márciusára már készen állt a jelenleg is működő mérési struktúra alapja, a műszeres mérés országos hálózata. Az adatokat kezdetben 620 háztartásból álló minta alapján szolgáltatták.
1997-ig a monopolhelyzetéből adódóan a Magyar Televízió esetében átlagosan napi 4-6 milliós nézettséget jelentett. Ekkor jelentek meg Magyarországon az első országos kereskedelmi csatornák (az RTL Klub és a TV2), így a társaságok között kialakuló versenyhelyzet szükségessé tette a nézőszámok alakulásának nyomon követését ezen csatornák tekintetében is.

## Hogyan mérik a nézettséget?
A nézettség mérése országos szintű, reprezentatív minta alapján történik. A felmérésben részt vevő panel mérete 2007 elején 840 háztartás volt, amely később 940, 2009 áprilisától 1040, majd 2015 januárjától 1120 háztartásra nőtt. A felmérésben szereplő háztartásokat egy minden évben megismételt, 5000 háztartásra kiterjedő elő-felmérés során minősítik elő, ebből választják ki azt a 200-300 új háztartást, ami szükséges a részt vevő háztartások számának megőrzéséhez.
A részvétel önkéntes, a részt vevő háztartások nem kaphatnak fizetést a részvételért, mert ez torzítaná a mintavételt.
A nézőszámok alakulásának megfigyeléséhez a felmérésben részt vevő háztartásokba a televízióhoz csatlakoztatott mérőműszereket telepítenek. Ezeken a mérőberendezéseken a háztartás tagjainak külön-külön be kell jelentkezniük a televíziózás megkezdésekor, majd pedig amikor befejezik a televíziózást, ki kell jelentkezniük.
A műszer rögzíti, hogy a háztartás mely tagjai figyelik a készüléket, valamint tárolja, hogy mindeközben melyik csatornát vagy csatornákat kísérték figyelemmel. A háztartás tagjainak külön-külön való bejelentkezése biztosítja, hogy a mérés pontosan kövesse a nézőszámok szám és korosztály szerinti alakulását.
A rögzített adatokat a mérőberendezés telefonos (vezetékes és mobil) hálózaton keresztül továbbítja. Az adatok feldolgozása után a panelből nyert statisztikai eredmények alapján megszületnek a nézettségi jelentések és kimutatások.
A televíziók nézettségének fontos fogalmai az AMR (Average Minute Rating) és az SHR (Share); valamint a PUT ~Persons Using TV és a HUT ~Households Using TV.